# Вільям Боумен
Сер Вільям Боумен, 1-й баронет (англ. Sir William Bowman, 1st Baronet; 20 липня 1816, Нантвіч — 29 березня 1892, Холмбері Сент-Мері, Доркінг) — англійський хірург, офтальмолог, гістолог і анатом. Відомий своїми дослідженнями різних органів людини з використанням оптичного мікроскопа.

## Життя та діяльність

### Походження
Вільям Боумен народився 20 липня 1816 в Нантвічі (графство Чешир), як третій син банкіра, Джона Еддоус Боумена Старшого (1785—1841) і Елізабет Еддоус. Його батько захоплювався ботанікою й геологією, був членом Ліннеївського та Геологічного товариств, а також одним із засновників Манчестерського геологічного товариства. Його мати була відомою карикатуристкою і художницею квіткових натюрмортів. Боумен успадкував від батька влучну спостережливість і інтерес до науки, а від матері — здатність до гарного малювання.

### Школа
З 1826 року Вільям Боумен відвідував експериментальну школу Хейзелвуд, в заможному районі Бірмінгема, засновану сером Ровландом Гіллом як освітню модель державної освіти для середнього класу, яка б давала учням достатньо знань і навичок для продовження самоосвіти протягом життя. Школа мала такі інновації, як наукова лабораторія, басейн, примусове повітряне опалення, наука була тут обов'язковим предметом, а учні — самоврядними.
1832 року Боумен став учнем у відомого хірурга Джозефа Годжсона (1788—1869) в навчальному госпіталі в Бірмінгемі. Старанний і здібний студент, Боумен рано розпочав наукову роботу в сімнадцятирічному віці. Певний період він працював з Пейтоном Блекістоном (1801—1878), бірмінгемським лікарем, який за його допомогу у вимірюванні серцевих отворів подарував йому один із найкращих мікроскопів, доступних на той час, щоб допомогти йому в дослідженнях структури серця, тканин. Цей мікроскоп Боумен використав у своїх оригінальних революційних дослідженнях м'язів і нирок.

### Медична освіта
1837 року Боумен покинув Бірмінгем, щоб продовжити медичну освіту в Королівському коледжі в Лондоні.
1838 року він відвідав різні медичні заклади Європи, зокрема у Відні та Парижі. Повернувшись, він отримав посаду демонстратора в Анатомічному музеї в Лондоні. Через деякий час його призначили прозектором професора Роберта Бентлі Тодда (1809—1860) — тодішнього професора з фізіології та патології в Королівському коледжі. У результаті його спілкування з Тоддом, який цінував і заохочував його під час навчання, на початку 1843 року Тодд і Боумен почали співпрацювати над класичним підручником, заснованим на лекціях із загальної анатомії та фізіології, прочитаних ними в Королівському коледжі.

### Початок наукової роботи
Першою значимою науковою роботою Боумена стало встановлення структури поперечно-посмугованого м'яза, за яку в 1841 році він був обраний членом Лондонського Королівського товариства. 1842 року він представив Лондонському Королівському товариству статтю On the Structure and Use of the Malpighian Bodies of the Kidney («Про структуру та використання мальпігієвих тілець нирки»), у якій описав ключовий компонент нефрона — капсулу судинного клубочка нирки, яку пізніше на його честь стали називати «капсулою Боумена». За цю статтю, опубліковану в Philosophical Transactions, він був нагороджений Королівською медаллю товариства.

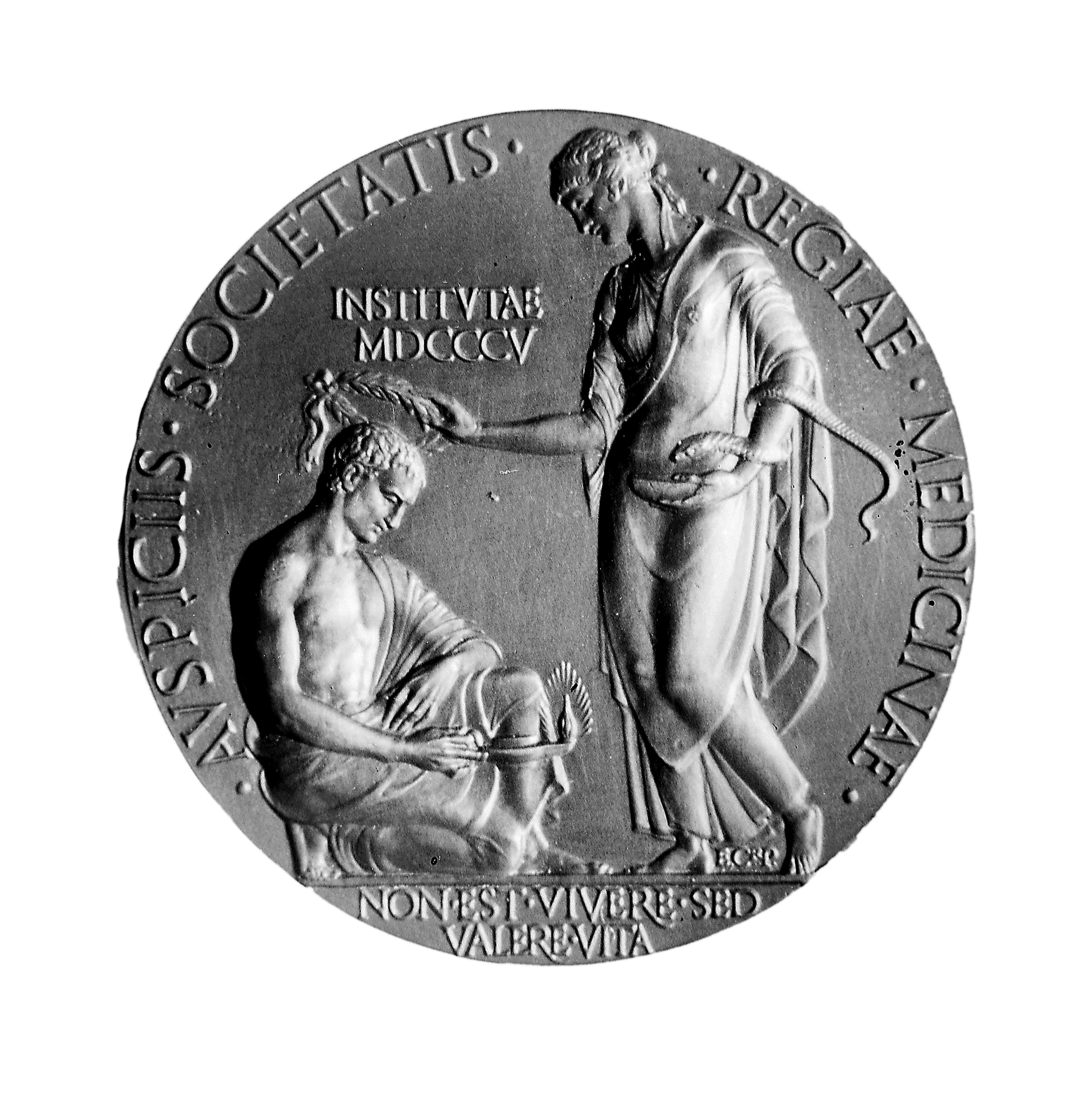
Аверс Королівської медалі

Проте, 60 років перед тим детальну мікроскопічну анатомію нирки включно з нирковою капсулою вперше описав український лікар Олександр Шумлянський у своїй докторській дисертації «De structura renum» («Про будову нирки»), яку він захистив у 1782 році в Страсбурзькому університеті. Тому в українській медичній літературі цю капсулу називають капсулою Шумлянського-Боумена.

### Загальна та офтальмологічна хірургія
Після закінчення навчання в коледжі Боумен працював асистентом хірурга сера Вільяма Ферґюсона (1808—1887) у лікарні Королівського коледжу, переобладнаної з колишнього притулку для бідних і яку допоміг створити Тодд. Там в 1848 році він став головним асистентом хірурга і, нарешті, у 1856 році — хірургом. Невдовзі він звільнився з лікарні Королівського коледжу, щоб продовжувати свою лікарську практику, хоча продовжував підтримувати зв'язок із Королівським коледжом, читаючи лекції з анатомії та фізіології, залишаючись членом його Ради аж до смерті.
Оскільки його попередня посада асистента обмежувала його доступ до практики хірургії в лікарні Королівського коледжу, у 1846 році він шукав і домігся призначення на посаду хірурга в очній лікарні Мурсфілд (Moorfields Eye Hospital); це призначення за профілем лікарні скерувало його до офтальмології. Там в 1851 році він отримав повний ступінь хірурга, і саме там він став відомим спеціалістом з офтальмохірургії.
Після смерті Джона Далрімпла (1804—1852) Боумен став провідним хірургом-офтальмологом Лондона, як завдяки його знанням, так і хірургічній вправності. Він був одним із перших офтальмологів, який застосував у лікарській практиці офтальмоскоп, створений Гельмгольцом у 1851 році. 1857 року він рекомендував лікування глаукоми методом іридектомії, протягом 1864 і 1865 років займався пошуком нових методів лікування відшарування сітківки та катаракти. Він також удосконалив лікування епіфори, і зонди, які він використовував для цього досі носять його ім'я.

### Медичні публікації
Медичну діяльність Боумен реалізовував у таких сферах — дидактичній, науковій, практичній хірургії, в основному в офтальмологічній, — відтворюючи свої результати в медичних публікаціях.
Його публікації на основі досліджень, виконаних між 1839 і 1842 роками, це «The Structure of Striated Muscle» праця, прочитана перед Королівським товариством у 1840—1841 роках, «The Structure of the Mucous Membrane of the Alimentary Canal», яка була опублікована в Ілюстрованій циклопедії анатомії та фізіології Роберта Бентлі Тодда, «The Structure of the kidney», праця, яка була прочитана перед Королівським товариством у червні 1842 року.
Співпраця Боумена з Тоддом вилилася в публікацію п'яти томів «Фізіологічної анатомії та фізіології людини» (1843—1856) і «Циклопедії анатомії та фізіології» (1852). У цих роботах були докладно представлені результати досліджень Боумена з мікроскопії і гістології, а також зв'язок між мікроскопічними спостереженнями анатомічних компонентів і їх фізіологічними функціями. Його широке використання мікроскопії зробило революцію у вивченні анатомії та фізіології. Обидві роботи містять численні ілюстрації, зроблені безпосередньо Боуменом, без допомоги художника. Ілюстрації Боумена представляють мікроскопічну структуру шкіри, усіх органів чуття, нервів, мембран травного тракту, усіх залоз, легенів, печінки, нирок, м'язів, а також кісток і хрящів. Він відкрив велику різноманітність нових анатомічних структур і зробив це так якісно і докладно, що описи багатьох з них актуальні й тепер. Зокрема на його честь названі такі анатомічні структури, як капсули Боумена, залози Боумена (у слизовій оболонці нюху), мембрана Боумена — один із шести шарів рогівки.
У 1840 році він написав статтю під назвою «Хірургія», яка була опублікована в Encyclopædia Metropolitana. У цій роботі Боумен загально описав захворювання та пошкодження кісток, артерій, рани, опіки, грижі та хвороби очей.
У короткій статті, опублікованій у 1842 році про мікроскопічні ознаки, які спостерігаються у випадку жирової дегенерації печінки, Боумен говорив про клітини як про маленькі лабораторії природи. Ця стаття була однією з перших, у якій були застосовані мікроскопічні дослідження для виявлення більш тонких патологічних змін.
За блискуче дослідження будови нирок, яке було опубліковане в Philosophical Transactions, і виступ з доповіддю на цю тему на засіданні Лондонського Королівського товариства у червні 1842 року він був нагороджений Королівською медаллю цього товариства.
Одна з робіт — вступна промова Поради для студента-медика — була виголошена в Королівському коледжі Лондона 1 жовтня 1851 р. Пізніші його публікації стосуються здебільшого офтальмології, зокрема клінічних досліджень, виступів перед різними асоціаціями та товариствами.
Його першим великим повідомленням про офтальмохірургію була стаття, яка вже стала класикою. Ця стаття була зачитана перед Британською асоціацією сприяння розвитку науки на її зборах в Оксфорді в 1847 році, і мала назву On some Points in the Anatomy of the Eye, chiefly in reference to the Power of Adjustment (Про деякі моменти анатомії ока, особливо щодо здатності налаштування). У цій роботі Боумен продемонстрував структуру та функцію циліарного м'яза одночасно з Ернстом Вільгельмом Брюкке (1819—1892), але незалежно від нього.
У 1849 році були опубліковані лекції з хірургії ока, які Боумен присвятив своєму вчителю Джозефу Годжсону. Інша робота про хірургію була прочитана в Честері на засіданні Британського медичного товариства 9 серпня 1866 р.

### Наукові друзі
Боумен був дуже комунікабельний і підтримував дружні стосунки з колегами. Та найсильніша приязнь, підсилена спільними науковими інтересами — офтальмологією — пов'язувала його з Альбрехтом фон Ґрефе і Франциском Дондерсом. Ці три корифеї науки, які досягли чудового балансу знань між фізіологією та прикладною офтальмологією, становили відоме тріо наукових друзів. 
|               |                  |                    |
| Вільям Боумен | Франциск Дондерс | Альбрехт фон Ґрефе |

### Родина
28 грудня 1842 року Боумен одружився з Гаррієт, п'ятою дочкою Томаса Пейджета з Лестера. У сім'ї було семеро дітей: Мері, Еліза, Вільям, Агнес, Джон, Артур і Гаррі.

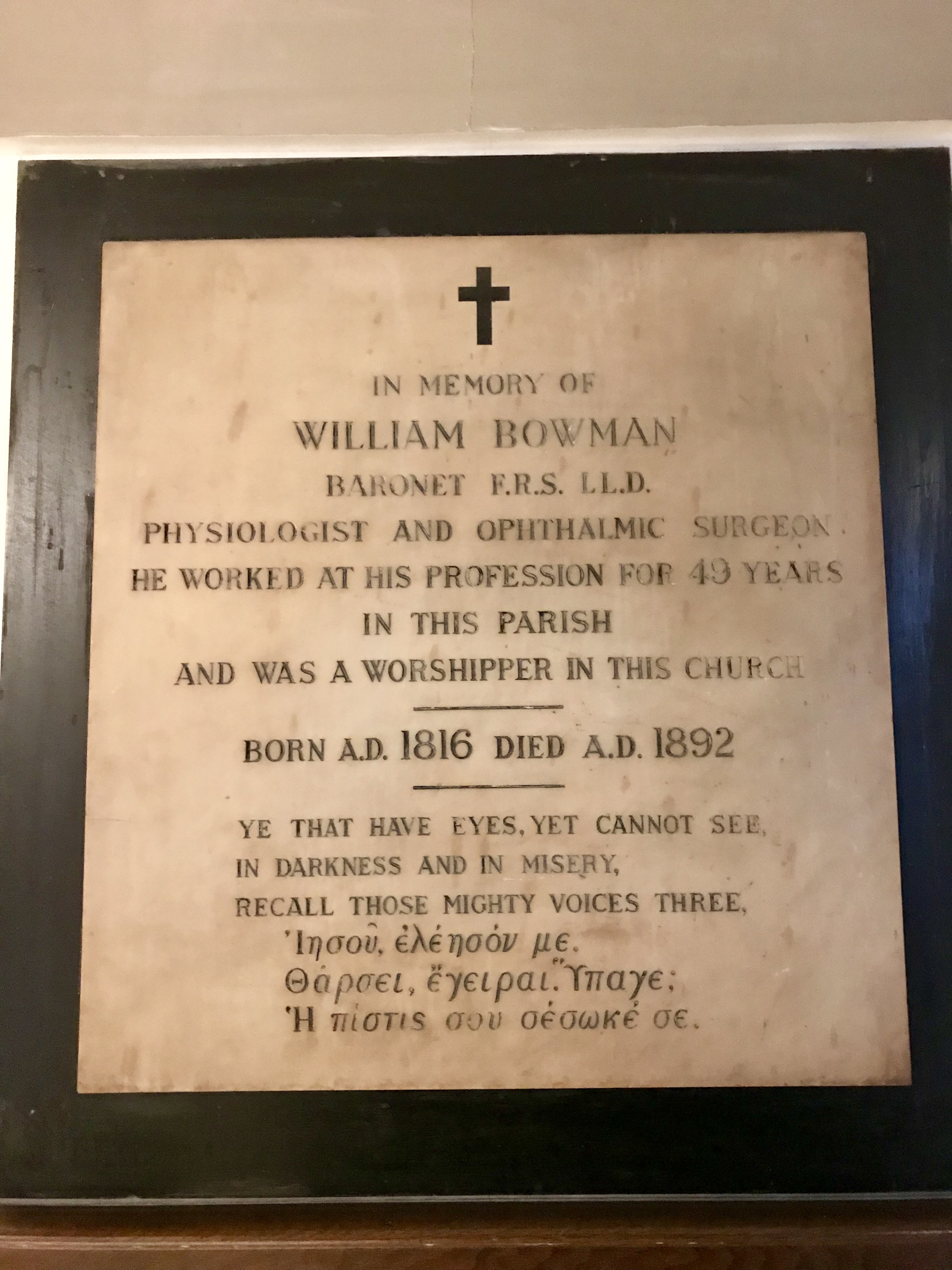
Меморіальна дошка сера Вільяма Боумена в церкві Святого Джеймса, Пікаділлі

### Останні роки життя
До 1852 року Боумен був провідним офтальмохірургом у Лондоні. Після виходу на пенсію він продовжував працювати консультантом до 1887 року, поступово залишаючи свою практику.
У 1870 році Боумен доручив архітектору Філіпу Веббу перебудувати його будинок Джолдвіндс в селі Холмбері Сент-Мері (Holmbury St Mary), поблизу Доркінга в графстві Суррей. Перебудова була завершена в 1874 році.
Там він помер від запалення легенів 29 березня 1892 року у віці сімдесяти шести років. Його поховали в п'ятницю 1 квітня 1892 року на церковному цвинтарі церкви Св. Марії в Холмберзі. Його дружина Гаррієт померла в Джолдвіндсі 25 жовтня 1900 року, через вісім років після свого чоловіка. Титул Боумена успадкував його старший син, сер Вільям Боумен.

## Визнання заслуг
1841 року Боумен був обраний членом Лондонського Королівського товариства, а 1842 року нагороджений Королівською медаллю цього товариства.
1880 року він був обраний першим президентом Офтальмологічного товариства Сполученого Королівства і займав цю посаду протягом трьох років.
1884 року королева Вікторія за видатні заслуги присвоїла йому звання баронета.